# Орт, Дьёрдь
Дьёрдь Орт (венг. Orth György; 30 апреля 1901, Будапешт — 11 января 1962, Порту), настоящее имя Дьёрдь Фа́луди (венг. Faludi György) — венгерский футболист и тренер. Работал в девяти странах, тренировал четыре различные сборные, в том числе сборную Чили на первом чемпионате мира. По опросу Лучшие футболисты XX века по версии МФФИИС занимает 8 место среди лучших футболистов Венгрии XX века.

## Карьера

### Игровая карьера
Дьёрдь Орт начал свою карьеру в команде ИЛК, выступавшей только в молодёжных первенствах Будапешта. Команда просуществовала относительно недолго, но сумела воспитать для Венгрии ряд игроков, ставших, в будущем, игроками сборной.
Поиграв в командах «Эржебетвароши» и «Терезвароши», в возрасте 15-ти лет Орт пришёл в клуб «Вашаш», где, начав с молодёжного состава, уже через несколько месяцев играл за первый состав команды. Затем Орт ненадолго уехал в Италию, где поиграл за Пизу, но меньше чем через год вернулся в Будапешт и присоединился к клубу МТК, который в те годы тренировал англичанин Джимми Хоган. В те годы команда у МТК подобралась великолепная, в ней играли такие «звёзды» 1910-20 годов, как Имре Шлоссер, Альфред Шаффер, Йожеф Браун и, конечно, Орт. Сперва Орта поставили в защиту, где он играл рядом с Дьюлой Фельдманном и Дьюлой Манди, но в сезоне 1919—1920, после ухода из клуба Шаффера, Орт был выдвинут в нападение и сразу же стал забивать, по итогам сезона став лучшим снайпером чемпионата с 28-ю мячами, этот «подвиг» он повторял ещё два года, становясь лучший венгерский снайпером, а МТК, ведомый своим бомбардиром, выиграл 8 раз чемпионат Венгрии и один раз был сильнейшим в кубке страны, правда в 1923 году Орт сыграл несколько матчей в австрийском «Фёрсте».
В сентябре 1925 года, МТК играл товарищеский матч в Вене с местной командой «Винер Аматёр», в этом матче Орт получил тяжёлую травму колена, столкнувшись с Иоганном Тандлером. Почти год Дьёрдь не играл, залечивая повреждение, и лишь осенью 1926-го он вернулся в строй. Несмотря на то, что Орт ещё долгое время выступал на футбольной площидке, травмированное колено беспокоило венгра до конца его карьеры.
После МТК, Орт уехал из страны, выступая во Франции, затем вернулся в Венгрию, чтобы провести несколько матчей в «Будаии 33» и «Будаи 11», но в этих клубах, как и в итальянской «Мессине» и немецком «Нюрнберге», роль Орта, по большей части, сводилась к выполнению функций тренера, а игроком он был в ничтожном числе матчей.

### Карьера в сборной Венгрии
В национальной сборной Венгрии Орт дебютировал в возрасте 16-ти лет в ноябре 1917 года, где венграм противостояла Австрия, матч завершился со счётом 2:1. В последующие годы Орт всегда был «в обойме» сборной, почти всегда выходя в стартовом составе, играя на месте центрфорварда или полузащитника. В 1924 году венгры приняли участие в Олимпиаде 1924, но уверенно победив Польшу в первом круге, во втором Венгрия была разгромлена сборной Египта со счетом 0:3, Орт выступал в обоих матчах, но ничем не отличился. Последнюю игру за национальную команду Орт отыграл против сборной Чехословакии в октябре 1927 года, в которой венгры проиграли 1:2. Всего за сборную Венгрии Орт провёл 32 матча и забил 13 голов.

### Тренерская карьера
Тренерскую лицензию Орт получил в Германии в Высшей Академии Берлина на кафедре физической культуры. Свою же карьеру тренера Орт начал в 1930-м году, приняв предложение Чилийского Футбольно Союза возглавить национальную сборную на первом чемпионате мира. Возглавив чилийцев Орт стал вторым, вслед за тренером сборной Аргентины Хуаном Хосе Трамутолой, молодым тренером в истории чемпионатов мира. Чилийцы выиграли два матча из трёх, но по тогдашним правилам из группы выходила лишь одна команда и этой командой стала Аргентина. Орт, вместе с командой, вернулся в Чили, где возглавил местный клуб «Коло-Коло». Там же Орту предоставили чилийское гражданство.
В 1932 году Орт вернулся в Венгрию, где играл в «Будаи», а затем встал на тренерский мостик клуба «Бочкаи», за которую даже провёл один матч в чемпионате. Затем Орт уехал в Италию, где тренировал местные команды «Мессину»,
«Л’Аквилу», «Пизу» и «Дженоа».
Осенью 1936 года Орт приехал в Германию, задыхающуюся под игом фашизма, чтобы возглавить клуб «Нюрнберг», в первый же год в новом клубе Орт выиграл с командой чемпионат Баварии и дошёл до финала общегерманского первенства, где проиграл клубу «Шальке-04» 0:2. На следующий год «Нюрнберг» вновь выиграл чемпионат Баварии, но в чемпионате Германии вылетел уже на стадии группового турнира. В сезоне 1938—1939 клуб занял лишь 5 место в первенстве Баварии и Орт был вынужден покинуть Нюрнберг.
После работы в двух клубах итальянской серии B «Катаньи» и «Савоны», Орт в 1942 году уехал в Чили, где тренировал национальную сборную страны. Затем Орт работал в аргентинском клубе «Сан-Лоренсо» и мексиканском клубе «Гвадалахара». Затем на протяжении 15-ти лет работал тренером в Америке с разными командами, включая «Боку Хуниорс» и национальные сборные Колумбии, Перу и Мексики.
В начале 1960-х Орт вернулся е Европу, чтобы тренировать португальские команды «Спортинг» и «Порту», командой, во время работы с которой Дьёрдь Орт скончался 11 января 1962 года.

## Достижения
- Чемпион Венгрии: 1918, 1919, 1920, 1921, 1922, 1923, 1924, 1925
- Обладатель Кубка Венгрии: 1923
- Лучший бомбардир чемпионата Венгрии: 1920 (28 голов), 1921 (21 гол), 1922 (26 голов)